# إدويغ (ملك إنجلترا)
إدويغ أو إديوي (توفي في 1 أكتوبر 959) ، وأحيانا ما يسمى بالعادل. كان ملك إنجلترا من عام 955 حتى وفاته المبكرة.
هو الابن الأكبر لإدموند الأول وإلجيفو الشافتسبرية ، أصبح إدويغ ملكًا في عام 955 وكان يبلغ من العمر 15 عامًا بعد وفاة عمه إيدريد. كان حكم إدويغ القصير مضطرباً ومليئاً بالخلافات مع النبلاء ورجال الكنيسة  بما في ذلك رئيس الأساقفة دنستان وأودا. توفي في عام 959 ، بعد أن حكم أقل من أربع سنوات. تم دفنه في العاصمة وينشستر. خلفه شقيقه إدغار المسالم .

## ملك إنجلترا

### العداء مع دنستان
وفقًا للحياة الأولى لسانت دونستان، التي كُتِبَت في عام 1000 م، غادر إيدويغ المأدبة التي أعقبت تتويجه في كينغستون على نهر التايمز ، ووجد مع امرأة نبيلة تدعى إلجيفو وابنتها. اخذه دنستان لتأديبه مما ادي الي عداوة إدويغ وإلجيفو، وبتحريض من إلجيفو، حرم دنستان من منصبه وتم نفيه.

### انقسام المملكة
دعم دنستان اثناء منفاه في فلانديرز اخ ادويغ , ادغار للوصول الي العرش.

## إدويغ في الفن والأدب
استحوذ عهد إدويغ على الخيال البريطاني في أواخر القرن الثامن عشر ، ووظهر بوضوح في بعض اللوحات وفي الدراما على وجه الخصوص، من خلال العديد من الأعمال الفنية التي انتشرت إلي عام 1850. والفنانون الذين تناولوا شخصية إدويغ وعهده كانوا وليام بروملي ، ويليام هاملتون ، ويليام دايس ، ريتشارد أبي ، وتوماس رودز. وكتب الأعمال الأدبية توماس سيدجويك وتوماس وارويك وفرانسيس بورني ، الذين كتبوا مسرحية بعنوان إدوي وإيلجيفا.

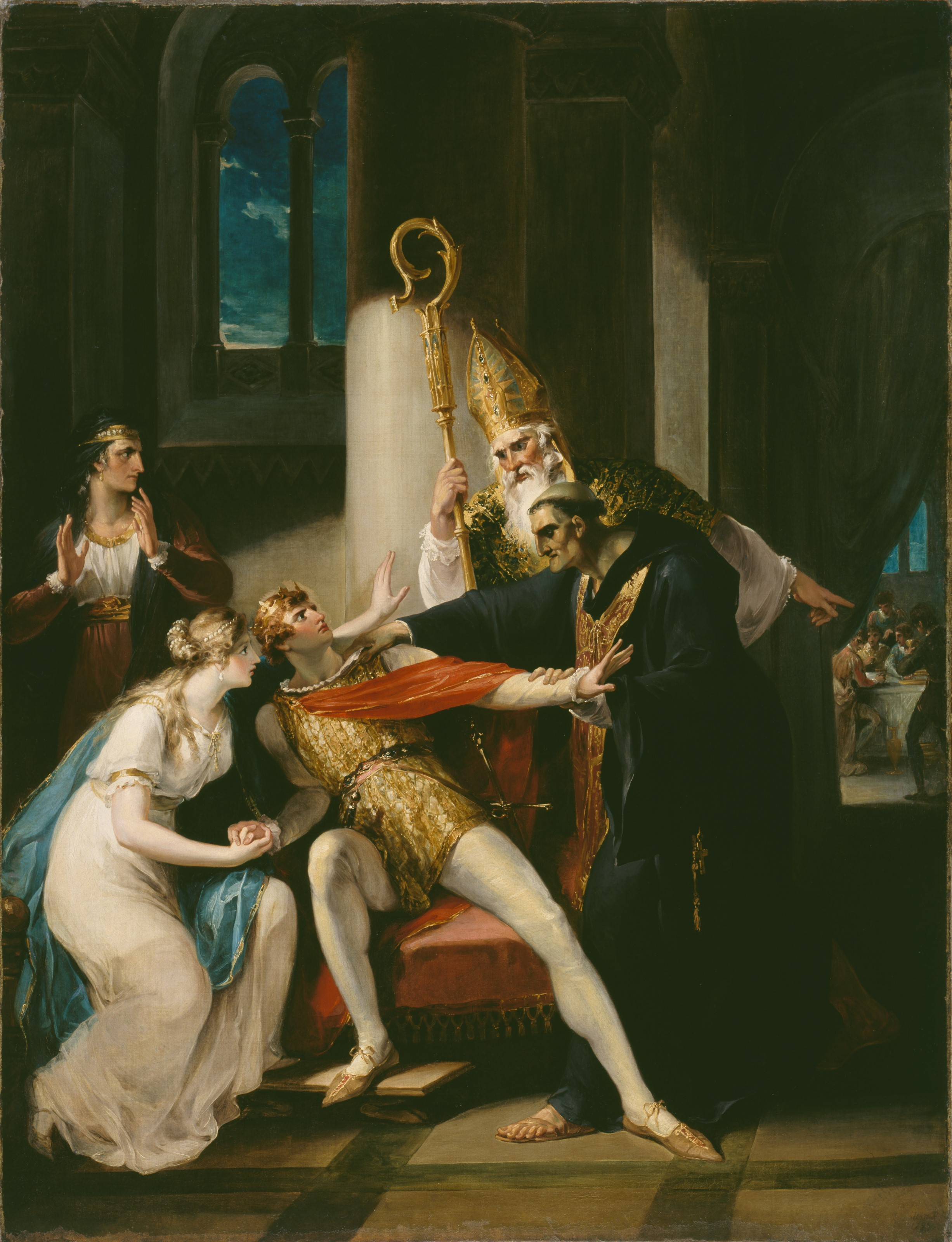
لوحة بعنوان ادوي والجيفا لمحة من تاريخ الانجلوساكسون بريشة ويليام هاملتون